# HD 138573
HD 138573 (также известная как HIP 76114) — звезда северного созвездия Змеи. Имея видимую звёздную величину 7.215m, звезда не видима невооруженным глазом. Она находится на расстоянии 101 световых лет (31 пк) от Земли. Как показало исследование 2005 года, HD 138573 хотя и является звездой типа G, как и наше Солнце, она всё-таки не солнечный близнец, так как имеет гораздо меньшую массу, более низкую металличность, и гораздо больший возраст, чем у Солнца в 5,6 миллиарда лет. HD 138573, таким образом, близка по своим характеристикам к Солнцу и может быть классифицирована как аналог Солнца.

## Сравнение с Солнцем
В таблице ниже приведены параметры, по которым проводится сравнение Солнца и HD 138573.
| Название  | Координаты J2000   | Координаты J2000 | Расстояние (св.лет) | Спектральный класс | Температура (K) | Металличность (%) | Возраст (Млрд. лет) | Примечания        |
| Название  | Прямое восхождение | Склонение        | Расстояние (св.лет) | Спектральный класс | Температура (K) | Металличность (%) | Возраст (Млрд. лет) | Примечания        |
| --------- | ------------------ | ---------------- | ------------------- | ------------------ | --------------- | ----------------- | ------------------- | ----------------- |
| Солнце    | —                  | —                | 0.00                | G2V                | 5,778           | 100               | 4.6                 | [ 6 ]             |
| HD 138573 | 15ч 32м 43.7с      | +10° 58′ 06″     | 101                 | G5IV-V             | 5,689           | 93,3              | 5.6                 | [ 7 ] [ 3 ] [ 8 ] |

До настоящего времени не найдено солнечного двойника с точным соответствием всех параметров, однако, есть некоторые звезды, которые очень близки по своим параметрам к солнечным. Точным солнечным близнецом была бы звезда спектрального класса G2V с температурой 5,778 K, возрастом 4,6 млрд лет и вариациями светимости, не превышающими 0,1 % солнечной.

Спектральная классификация звезд Морган-Кинана. Наиболее распространенный тип звезд во Вселенной — М-карлики, 76 %. Наше Солнце относится к G-классу (G2V) и имеет возраст 4,6 миллиарда лет. Оно более массивно, чем 95 % всех звезд во Вселенной. Только 7,6 % звезд являются карликами G-класса